# Albanian Airlines
Albanian Airlines var ett albanskt privatägt flygbolag beläget i Tirana, Albanien. Företaget bedrivev regelbunden internationell flygplanstrafik. Huvudsakliga basen var Tiranas internationella flygplats Moder Teresa.
Första tiden bestod flygplansflottan av ett ryskt Iljusjin Il-18 passagerarflygplan. Första året bolaget opererade befordrades ca 36 000 passagerare en siffra som växte till 120 000 passagerare. För att klara denna ökning utökades flygplansflottan med ytterligare två flygplan. År 2000 levererades en British Aerospace BAe 146-200.

## Flottan
Albanian Airlines flotta såg ut så här i april 2010 